# Jarrow
Jarrow est une commune britannique située sur la rivière Tyne (Angleterre) dont la population s'élève à environ 27 000 habitants (recensement de 2001).
Benoît Biscop y fonde en 681 le monastère Saint-Paul de Jarrow.
La ville fut particulièrement affectée par le chômage dans les années 1930, et est connue pour la marche de Jarrow (en), commencée le 5 octobre 1936 et accompagnée par la députée de la ville Ellen Wilkinson et d'autres notables, une grande marche de chômeurs chemina depuis Jarrow jusqu'à Londres et déposa une pétition au Parlement. La Marche de Jarrow a été décrite comme « toucha[nt] la conscience de la nation »,.
Le saint patron de Jarrow est Bède le Vénérable, qui vécut ici pendant 50 ans.
- Marche de Jarrow (en)

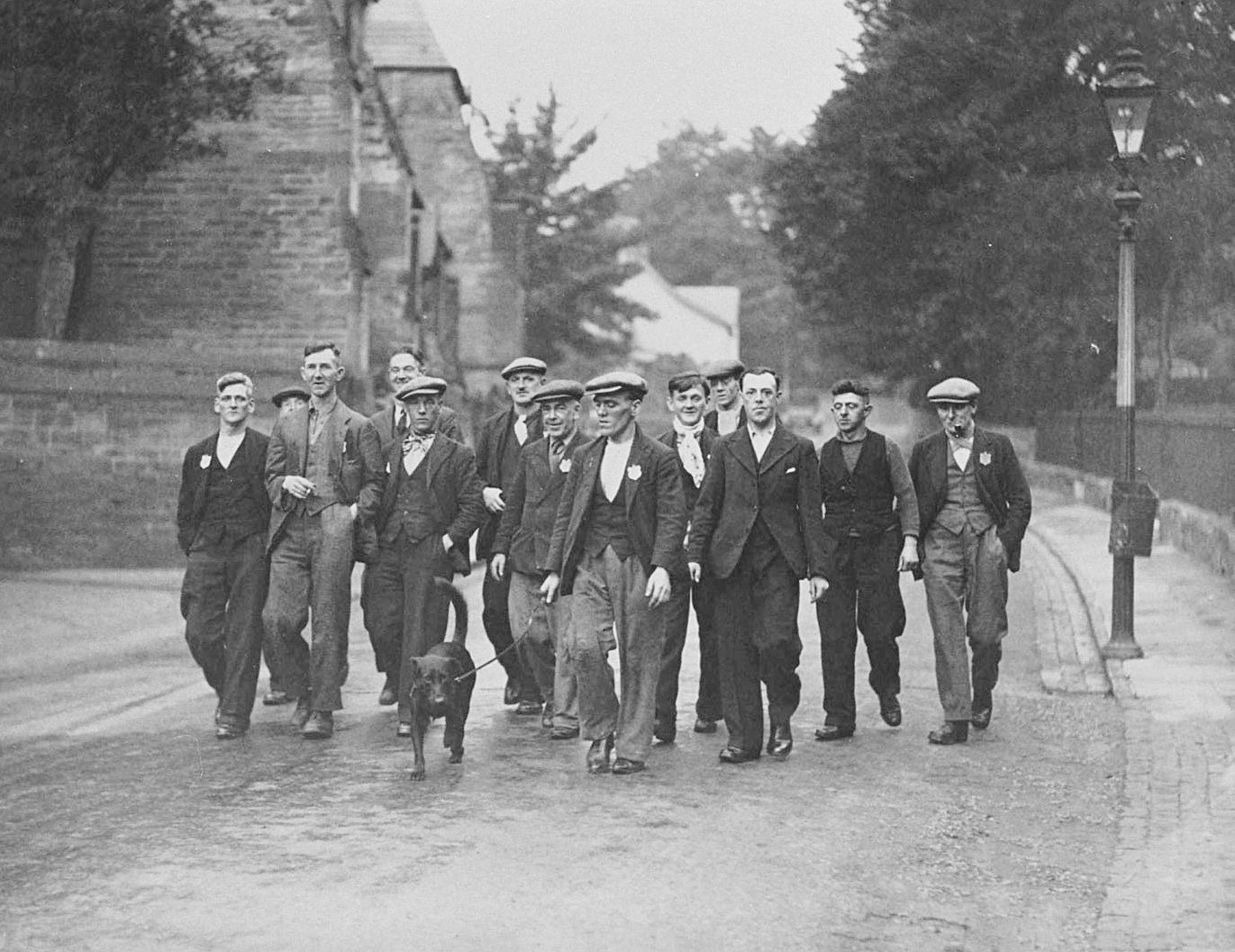
Marcheurs en route vers Londres
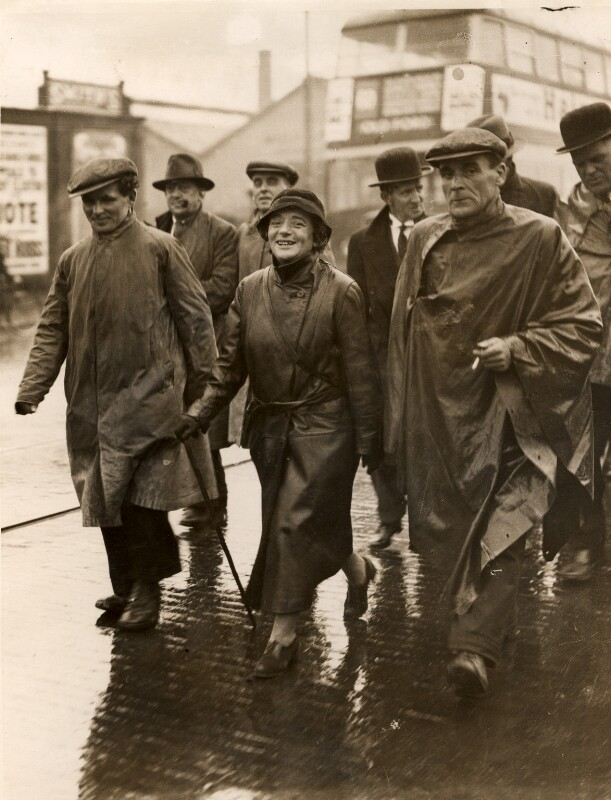
Ellen Wilkinson marchant avec les marcheurs de Jarrow, Cricklewood, Londres
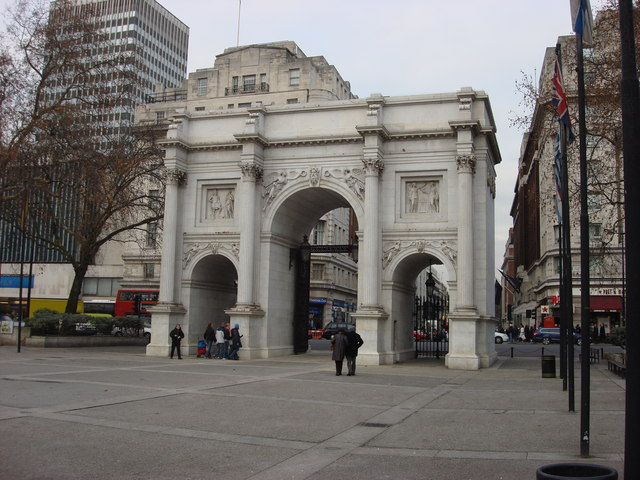
Marble Arch, point d'arrivée de la marche
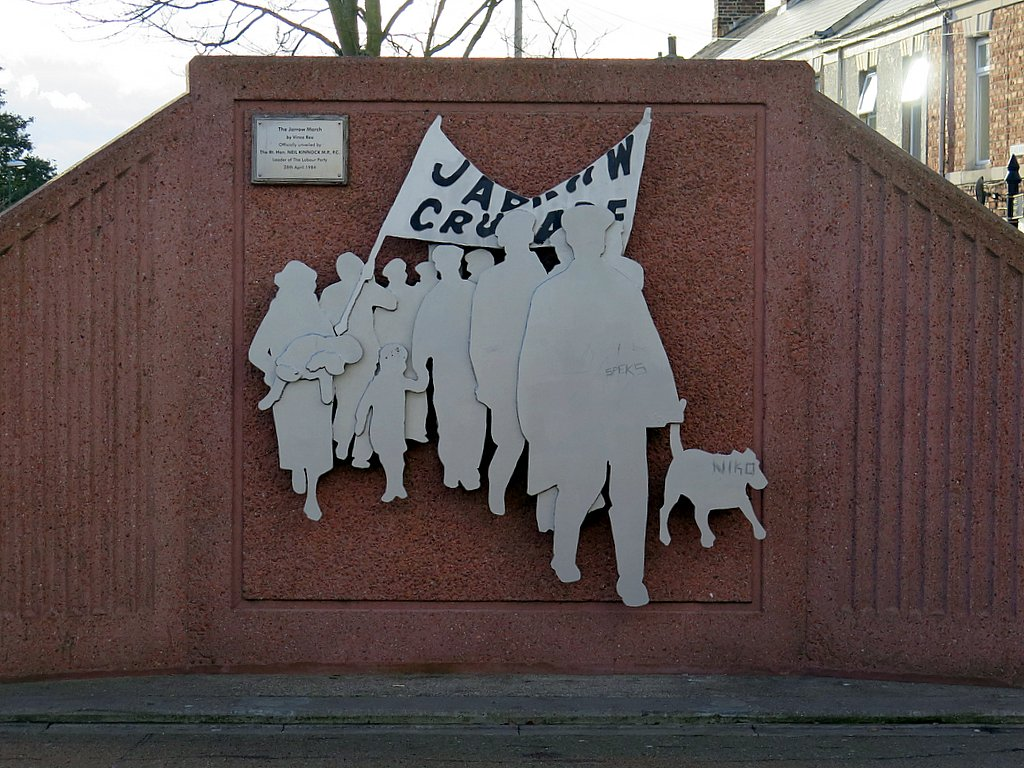
Sculpture "The Jarrow March" à la station de métro Jarrow (en)

## Villes jumelées
- Épinay-sur-Seine (France) depuis octobre 1965.

## Personnalités
- John Dickinson (1832-1863), médecin et missionnaire, né à Jarrow.
- Steve Cram (1960-), athlète spécialiste du demi-fond, champion du monde et d'Europe, vice-champion olympique.
- John Miles (1949-2021), chanteur et musicien rock anglais.